# Calambus
Calambus — род щелкунов из подсемейства Dendrometrinae.

## Описание
Щелкуны некрупных размеров. Тело блестящее, без металлического блеска, одноцветное либо с целиком или частично окрашенными в другой цвет  надкрыльями. Лобный киль разбит на два надусиковых киля. Усики у самки и самца пиловидные начиная с третьего или четвёртого сегмента. Передний край воротничка переднеспинки округлый, находится на одном уровне с углами проплевр или немного длиннее. Задний край проплевр с едва намеченной выемкой. Бедренные покрышки задних тазиков сужаются по направлению наружу довольно сильно и неравномерно.

## Экология
Обитают в лесах. Проволочники — хищники, в трещинах коры и под корой.

## Систематика
В составе рода:
- вид: Calambus bipustulatus (Linnaeus, 1767)
- вид: Calambus jureceki Stepanov, 1930
- вид: Calambus kusuii Ôhira, 1994
- вид: Calambus mundulus (Lewis, 1879)
- вид: Calambus ussuriensis Denisova, 1948